# 彼女はミサイル
『彼女はミサイル』（かのじょはミサイル）は、須堂項による日本のライトノベル。イラストは濱元隆輔が担当。第1回MF文庫Jライトノベル新人賞審査員特別賞受賞作。MF文庫J（メディアファクトリー）より2005年6月から同年12月まで刊行された。

## ストーリー
西島まことの幼なじみである安城良あきらは夏休みになると暴走する。まことはそれに15年間付き合わされてきた。今年の夏休み、あきらはいきなり「ネットアイドルになる」と宣言する。そして勝手に申し込んだネットアイドルポータルサイトからやってきたのは、自力で歩行し、表情豊かで饒舌な、レンタルサーバーだった。この日から、かわいくて気になっていた佐藤さん、謎の親友の金本らを巻き込んで、まことの平和な夏休みは終わりを告げたのだった。

## 登場人物
西島まこと（にしじま まこと）
本作の主人公。都立高校一年。華奢で女顔ということから、サブの独断でネットアイドルにさせられる。安城良あきらとは幼なじみの間柄で、隣同士の家でベランダが近いという立地条件から、頻繁にベランダからあきらが入ってくる。毎年あきらの暴走につき合わされ続けていて、その過程で裁縫などのスキルを身につける。性格は温和で少々引っ込み思案。物事をマイナスに考えようとする。姉が一人いる。
安城良あきら（あらき あきら）
都立高校一年。毎年夏になると行動的になり、まことを巻き込んで、過去には小学5年生に歩いて日本縦断を目指し、餓死寸前まで至る。翌年はヒーローに憧れてまことに衣装を作らせる。中学1年にはラジオ講座でドイツ語をマスターし、まこととまことの姉とともにドイツに旅立ち（しかし水が合わなかったらしく、腹を猛烈に壊す）、中学3年では空手を習い始め、黒帯を取ったところでやめるなど、様々な武勇伝を作る。性格は活発でやや自己中心的。まことに少なからずの好意を抱いている。

## 評価
第1回MF文庫Jライトノベル新人賞にて審査員特別賞を受賞した（受賞時のタイトルは「どっちがネットアイドル?」）。同賞で審査員を務めた清水マリコは本作を以下のように評している。

## 既刊一覧
- 須堂項（著）・濱元隆輔（イラスト）、メディアファクトリー〈MF文庫J〉、全3巻
  - 『彼女はミサイル』、2005年6月30日初版第一刷発行（6月24日発売[4]）、ISBN 4-8401-1275-4
  - 『彼女はミサイル2 そらからきたアリス』、2005年9月30日初版第一刷発行（9月22日発売[5]）、ISBN 4-8401-1417-X
  - 『彼女はミサイル3 間違いだらけの恋愛講座』、2005年12月31日初版第一刷発行（12月22日発売[6]）、ISBN 4-8401-1471-4